# Лостроф
Лостро́ф (фр. Lostroff) — коммуна во французском департаменте Мозель региона Лотарингия. Относится к  кантону Альбестроф.

## Географическое положение
Лостроф расположен в 60 км к юго-востоку от Меца. Соседние коммуны: Лор и Энсвиллер на северо-востоке, Лудрефен на юго-востоке, Рорбаш-ле-Дьёз на юге, Кюттен на юго-западе, Домнон-ле-Дьёз на западе, Гензелен на северо-западе.

## История
- Деревня бывшего герцогства Лотарингия, принадлежала епископату Дьёз.
- В 1635 году в ходе Тридцатилетней войны (1618—1648) была разрушена.

## Демография
По переписи 2007 года в коммуне проживало 77 человек.

## Достопримечательности
- Церковь Сен-Николя XIX века.